# Sporozoit
Als Sporozoit bezeichnet man ein Entwicklungsstadium der Einzeller aus dem Stamm der Apicomplexa. Der Sporozoit entwickelt sich über Teilungsvorgänge – die sogenannte Sporogonie – aus der Eizelle (Oozyste) über Sporoblasten und Sporozysten. Aus Letzterer entsteht durch Bildung einer Hülle der Sporozoit, der das infektiöse Stadium parasitisch lebender Apicomplexa wie Malariaerregern oder Kokzidien darstellt. Im Wirt dringt der Sporozoit in Zellen ein und vollzieht weitere Vermehrungsvorgänge in Form einer Schizo- oder Merogonie.